# Klein Köriser See
Der Klein Köriser See ist ein natürlich entstandenes Gewässer auf dem Gebiet der Gemeinde Groß Köris im Landkreis Dahme-Spreewald in Brandenburg.

## Lage und Beschreibung
Der See gehört zur Seenkette der Teupitzer Gewässer, die vom Teupitzer See im Westen bis zur Dahme im Osten reichen, und liegt im Naturpark Dahme-Heideseen. Er erstreckt sich in einem nach Nordosten gerichteten Bogen mit einer Wasserfläche von 158 Hektar. Der Zufluss erfolgt vom Kleinen Moddersee über den Moddergraben aus Westen, der Abfluss über den Hölzernen See unterhalb der Bundesstraße 179. Das Gewässer liegt nordöstlich des Gemeindezentrums von Groß Köris. Nach Norden hin schließt sich der Ortsteil Pätz der Gemeinde Bestensee an. Es folgen im Uhrzeigersinn: der Wohnplatz Neubrück, der namensgebende Ortsteil Klein Köris, das Gemeindezentrum sowie der Wohnplatz Wilhelminenhofer Weg. Die nächsten größeren Orte sind Schwerin (rund 4,9 km) sowie Halbe (rund 6,5 km).

## Geschichte
Während der See natürlichen Ursprungs ist, wurde der Moddergraben im Jahr 1749 künstlich angelegt. Damit konnten Rohstoffe wie Holz und Baustoffe, zum Beispiel Mauerziegel aus den Ziegeleien der Region, über das Wasser nach Berlin transportiert werden. Etwa zur gleichen Zeit entstanden weitere Gräben, die in den Klein Köriser See entwässern, so der Stintgraben und Koynegraben im Osten sowie der Löptener Hauptgraben im Süden. Dadurch wollten Bauern die feuchten Wiesen für die Landwirtschaft nutzbar machen.

## Tourismus und Nutzung
Der Klein Köriser See ist Teil der Teupitzer Seenlandschaft, die touristisch genutzt wird. Als Teil der im Bundeseigentum befindlichen Teupitzer Gewässer mit Anschluss an die Dahme-Wasserstraße darf der Klein Köriser See mit Motorbooten befahren werden und ermöglicht eine Verbindung bis nach Berlin. Am Kilometer 8,45 gibt es die einzige für Wasserski freigegebene Strecke auf den Teupitzer Gewässern. Auf dem See finden seit 2004 jährlich Rennen mit Drachenbooten statt. Am Südufer befindet sich eine Jugendherberge mit einer vom Landkreis hinsichtlich der Wasserqualität überwachten Badestelle. Am gegenüberliegenden Ufer existieren mehrere Zeltplätze und eine Kleingartenanlage mit privat genutzten Bootsanlegestellen. Am südöstlichen Ufer wird Kies abgebaut, der in früheren Jahren über den See, im 21. Jahrhundert jedoch vorwiegend per Straße abtransportiert wird.
Das Amt Schenkenländchen hat um den See einen rund 15 km langen Rundwanderweg ausgewiesen, der von Groß Köris über Neubrück und Klein Köris führt und mit einem grünen Punkt auf weißem Grund markiert ist. Er wird vom Hauptstadtportal berlin.de als einer der „schönsten Wanderrouten in Brandenburg“ bezeichnet.
Die Wasserqualität der Jahre 2012 bis 2015 wurde im Jahr 2016 vom Landesamt für Arbeitsschutz, Verbraucherschutz und Gesundheit mit „ausgezeichnet“ bewertet. Im See leben der Aale, Barsche, Karpfen, Schleien, Welse und Weißfische.